# Thurles (stacja kolejowa)
Thurles (ang: Thurles railway station) – stacja kolejowa w miejscowości Thurles, w hrabstwie Tipperary, w Irlandii. Znajduje się na ważnej linii Dublin – Cork i zatrzymuje się tutaj średnio 17 pociągów w każdym kierunku.
Została otwarta w 1848 roku. Stacja była miejscem aresztowania Williama Smitha O'Briena w dniu 5 sierpnia 1848 roku, kiedy czekał na pociąg po nieudanym powstaniu w Ballingarry w Południowym Tipperary. Na dworcu znajduje się tablica upamiętniająca to wydarzenie.
Stacja jest zarządzana i obsługiwana przez Iarnród Éireann.

## Linie kolejowe
- Linia Dublin – Cork